# Avicennia officinalis
Avicennia officinalis L., 1753 è un albero della famiglia delle Acanthaceae.

## Distribuzione e habitat
Avicennia officinalis è diffusa nelle aree costiere della zona tropicale e subtropicale dell'Asia: India, Sri Lanka, Bangladesh, Birmania, Indonesia, Malaysia, Brunei, Thailandia, Vietnam, Filippine, Singapore e Papua Nuova Guinea.
Cresce nelle mangrovie che sorgono nelle aree costiere in corrispondenza degli estuari dei fiumi, su substrati sabbiosi e fangosi.